# معهد صندوق الثروة السيادية
معهد صندوق الثروة السيادية (بالإنجليزية: Sovereign Wealth Fund Institute تختصر SWF)‏، أو SWFI، هي شركة عالمية تقوم بتحليل أداء مالكي الأصول العامة مثل صناديق الثروة السيادية والمستثمرين الحكوميين الآخرين على المدى الطويل. في البداية، ركز معهد صندوق الثروة السيادية فقط على صناديق الثروة السيادية، ثم بدأت بتحليل جميع أنواع المستثمرين من المؤسسات العامة، الشركة تعتبر بائع بيانات مالية ولكنه يوفر معلومات لوسائل الإعلام أيضًا. وأسسها مايكل مادويل وكارل لينابورج في أواخر عام 2007.
تبيع الشركة اشتراكات البيانات لمديري الأصول والبنوك والباحثين والجامعات والحكومات والمستثمرين وأصحاب الأصول والشركات القانونية وغيرها من الكيانات.

## مؤشرات الشفافية
خرج المعهد بمؤشر الشفافية Linaburg-Maduell في عام 2008، وهو مقياس من 10 نقاط يعتمد على عشرة مبادئ للشفافية، كل منها يضيف نقطة واحدة إلى تصنيف المؤشر، وتستخدم صناديق الثروة السيادية هذا المؤشر في تقاريرها السنوية.

## البيانات
يتتبع معهد صندوق الثروة السيادية الصفقات المباشرة في صناديق الثروة السيادية، وقد بلغت قيمة الصفقات العالمية المباشرة من قبل صناديق الثروة السيادية 50.02 مليار دولار في النصف الأول من عام 2014.
ويتتبع معهد صندوق الثروة السيادية أصول صناديق الثروة السيادية والمعاشات والأوقاف وأصحاب الأصول الأخرى، وقد تجاوز صندوق الثروة السيادية في النرويج تريليون دولار من الأصول في عام 2017.